# Erythrodiplax lativittata
Erythrodiplax lativittata – gatunek ważki z rodziny ważkowatych (Libellulidae). Występuje na terenie Ameryki Południowej.